# Zwergziersalmler
Der Zwergziersalmler (Nannostomus marginatus) gehört zur Familie der Schlanksalmler (Lebiasinidae) und kommt im unteren und mittleren Amazonas, in Venezuela, Kolumbien und Peru jeweils im Tiefland östlich der Anden sowie in Guyana und Suriname vor.

## Merkmale
Der Zwergziersalmler hat einen gedrungeneren Körper als andere Nannostomus -Arten und ist mit einer Länge von 3,5 bis 4 Zentimetern eine der kleinsten Arten der Gattung. Er schwimmt waagerecht und ist von goldgelber Farbe, der Rücken olivgrün, die Unterseite weiß. Drei schwarze Längsstreifen ziehen sich vom Kopf bis zum Schwanzstiel. Der mittlere Längsstreifen ist der breiteste, an seiner Oberkante zeigt sich ein kurzer roter Strich. Auf Rücken-, After- und Bauchflossen befinden sich je ein roter Fleck. Die Vorderkanten von Rücken- und Afterflosse sind schwarz.
Die Geschlechter lassen sich an der Afterflosse unterscheiden, die beim Männchen hinten abgerundet, beim Weibchen gerade endet und spitz ist. Zwergziersalmler laichen zwischen feinfiedrigen Pflanzen, im Aquarium bei guter Fütterung alle 3 bis 4 Tage.
- Flossenformel: Dorsale 2/8, Anale 3/9, Ventrale 2/7.
- Schuppenformel: QR 5, SL 3–5.